# 삼동면 (울주군)
삼동면(三同面)은 대한민국 울산광역시 울주군의 면이다.

## 역사
- 1914년 3월 1일 언양군이 폐지되고 울산군에 편입되어 울산군 삼동면이 되었다.
- 1914년 4월 1일 청량면과 웅촌면 일부를 편입하고 8개리로 개편하였다. 면사무소는 보은리에 두었다.

| 개편 전                                     | 개편 후        |
| ------------------------------------------- | -------------- |
| 조일동(早日洞)                              | 조일리(早日里) |
| 보은동(宝隱洞), 송정동(松亭洞), 조일동 일부 | 보은리(寶隱里) |
| 금곡동(金谷洞)                              | 금곡리(金谷里) |
| 금곡동 일부, 하잠동 일부                    | 출강리(出崗里) |
| 하잠동(荷岑洞), 사촌동(沙村洞)              | 하잠리(荷岑里) |
| 작동(鵲洞)                                  | 작동리(鵲洞里) |
| 작동 일부, 웅촌면 대양동 일부, 청량면 일부  | 둔기리(芚基里) |
| 구수동(九秀洞)                              | 구수리(九秀里) |
- 1933년 1월 1일 삼동면(三同面)과 중남면(中南面)을 삼남면(三南面)으로 통합하였다.

- 1963년 3월 1일 삼남면 중 옛 삼동면지역 8개리를 관할하는 삼동출장소가 설치되었다. 출장소 청사는 하잠리(지금의 면사무소 위치)에 두었다.
- 1973년 7월 1일 구수리가 언양면에 편입되었다.
- 1989년 4월 1일 삼동출장소가 삼동면으로 승격하여 폐지된지 56년 만에 다시 설치되었다.
- 1991년 1월 1일 울주군이 울산군으로 개칭하면서 울산군 삼동면이 되었다.
- 1995년 1월 1일 울산시·울산군 통합으로 울산시 울주구 삼동면이 되었다.
- 1997년 7월 15일 울산시가 울산광역시로 승격하면서 울산광역시 울주군 삼동면이 되었다.

## 행정 구역
삼동면은 7개 법정리와 16개 행정리, 25개 반으로 구성되어있다. 인구는 2015년 12월 31일 기준으로 1,016세대 1,910명으로 울산광역시의 읍·면·동 중에서 가장 인구가 적다. 면소재지는 하잠리이다.
| 법정리 | 한자   | 행정리 | 세대  | 인구  |
| ------ | ------ | ------ | ----- | ----- |
| 조일리 | 早日里 | 4개    | 221   | 400   |
| 보은리 | 寶隱里 | 2개    | 119   | 235   |
| 금곡리 | 金谷里 | 1개    | 95    | 206   |
| 하잠리 | 荷岑里 | 3개    | 234   | 382   |
| 출강리 | 出崗里 | 1개    | 75    | 149   |
| 작동리 | 鵲洞里 | 2개    | 170   | 351   |
| 둔기리 | 芚基里 | 3개    | 102   | 187   |
| 삼동면 | 三同面 | 16개   | 1,016 | 1,910 |

## 교육 기관
- 삼동초등학교

## 교통

### 도로
경부고속도로 통도사 나들목이 조일리와 삼남면 방기리에 걸쳐 있다. 현재 건설중인 함양울산고속도로가 삼동면을 지나지만 나들목은 설치되지 않는다.
국도노선은 없고 웅촌면, 양산시 하북면과 연결되는 울주군도 34호선이 삼동면의 주요도로이다.

### 철도
경부고속선이 지나지만 역은 없다. 인접한 삼남읍에 소재한 울산역에서 열차를 이용할 수 있다.